# Колпаково (Омская область)
Колпаково — деревня в Усть-Ишимском районе Омской области. Входит в состав Ореховского сельского поселения.

## История
В 1926 года состояла из 71 хозяйства, основное население — русские. Центр Колпаковского сельсовета Усть-Ишимского района Тарского округа Сибирского края.

## Население
| 1926 | 2010 |
| ---- | ---- |
| 336  | ↘47  |